# Municipio 3 Boone Station
El municipio 3 Boone Station (en inglés: Township 3, Boone Station) es un municipio ubicado en el  condado de Alamance en el estado estadounidense de Carolina del Norte. En el año 2010 tenía una población de 25.227 habitantes.

## Geografía
El municipio 3 Boone Station se encuentra ubicado en las coordenadas 36°5′52.14″N 79°30′32.55″O / 36.0978167, -79.5090417.